# Poredje
Poredje is een plaats in de gemeente Hum na Sutli in de Kroatische provincie Krapina-Zagorje. De plaats telt 231 inwoners (2001).